# Dicranomyia (Dicranomyia) hirsutissima
Dicranomyia (Dicranomyia) hirsutissima is een tweevleugelige uit de familie steltmuggen (Limoniidae). De soort komt voor in het Neotropisch gebied.